# 版纳青梅
版纳青梅（学名：Vatica xishuangbannaensis），为龙脑香科青梅属下的一个种。
它们曾被IUCN红色名录列为极危，可能灭绝。但现时它们被认为是广西青梅的一个异名。

## 扩展阅读
維基物種上的相關：版纳青梅